# Madeleine Lierck

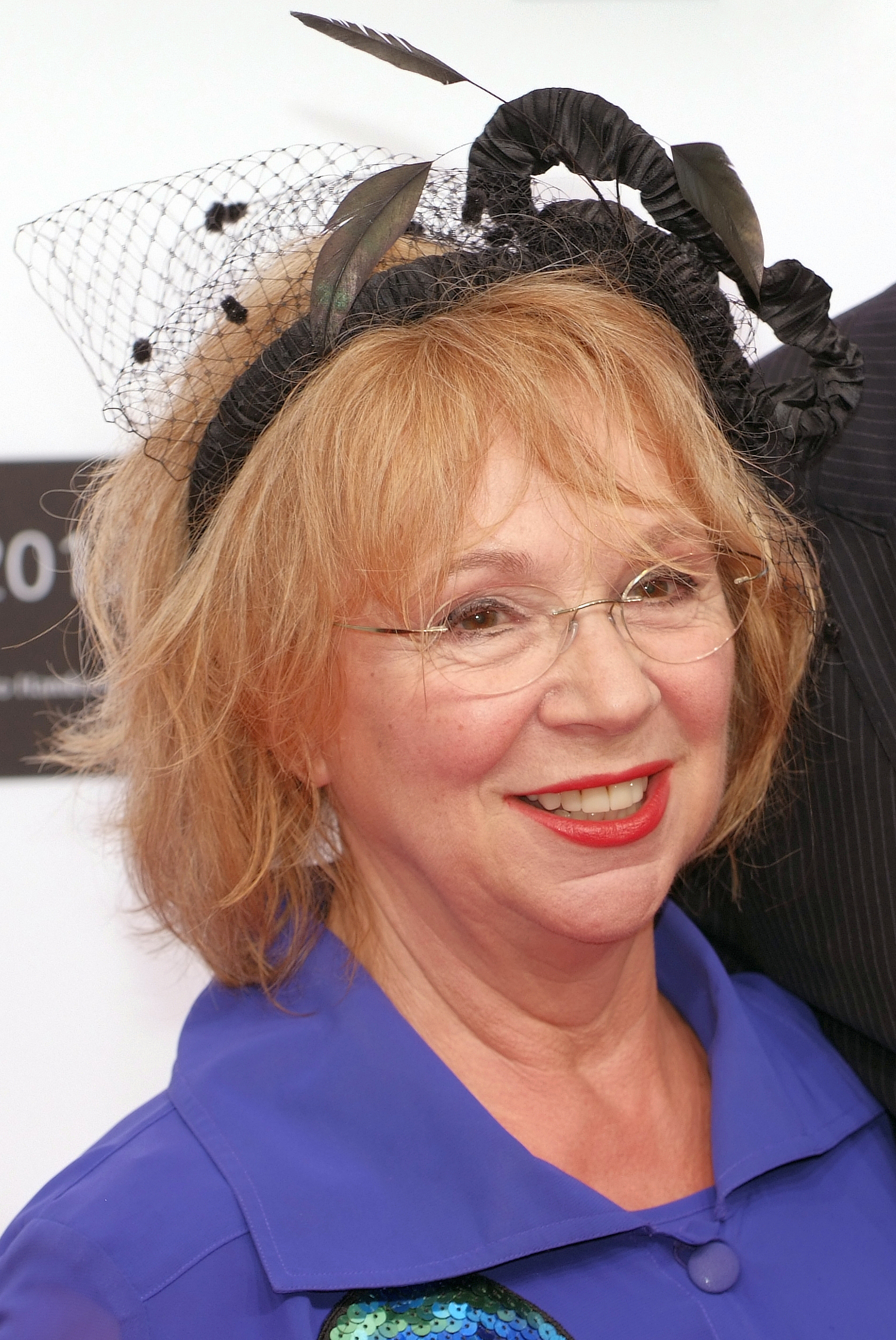
Madeleine Lierck-Wien bei der Verleihung des Studio Hamburg Nachwuchspreises (2012)

Madeleine Lierck-Wien (* 19. September 1949 in Kempten (Allgäu)) ist eine deutsche Schauspielerin.

## Leben
Madeleine Lierck ist die Tochter des Schauspielers und Kabarettisten Werner Lierck. Die Familie siedelte im Jahr 1953 in die DDR über. Lierck trat bereits in den 1960er-Jahren als Darstellerin vor der Kamera auf und debütierte in dem für das Fernsehen der DDR produzierten Film Irrlicht und Feuer (1966) unter der Regie von Heinz Thiel. Von 1966 bis 1970 absolvierte sie ihre professionelle Schauspielausbildung an der Hochschule für Film und Fernsehen Potsdam und debütierte später als Bühnendarstellerin am Theater Nordhausen und arbeitete anschließend freischaffend. Sie spielte auch an Kabaretts in Berlin, Potsdam und Dresden.
Nebenbei arbeitete sie für das Fernsehen und später auch für den Film. Neben diversen Fernsehserien wie Spuk von draußen und Spuk im Hochhaus spielte sie in einigen DEFA-Komödien mit, wie in Joachim Haslers Heißer Sommer (1968) oder in Nicht schummeln, Liebling! (1972) an der Seite ihres Vaters. Ernstere Rollen folgten später wieder beim Fernsehen der DDR, so als Heiratskandidatin in Frau Jenny Treibel (1976) oder als rebellierende Bürgerstochter in Alle meine Kinder (1976). Mit ihrem Ehemann, dem Schauspieler Dieter Wien, stand sie im Jahr 1978 in dem Fernsehfilm Disko mit Einlage vor der Kamera und war 1980 in dem mehrfach ausgezeichneten Film Alle meine Mädchen zu sehen.
Nach der Wiedervereinigung verstärkte Lierck wieder ihre Theaterarbeit, trat aber auch häufig in Fernsehserien auf, wie beispielsweise in Salto Kommunale, Polizeiruf 110, Praxis Bülowbogen, Schloss Einstein und In aller Freundschaft. Insgesamt wirkte Madeleine Lierck als Schauspielerin vor der Kamera in über 70 Film-und-Fernsehproduktionen mit. Nebenbei war Lierck auch einige Jahre lang als Synchronsprecherin tätig.
Im Jahr 2009 trat Lierck mit ihrem Sohn Fabian Oscar Wien gemeinsam in dem selbstgeschriebenen Erich-Kästner-Abend „Die Zeit fährt Auto, doch kein Mensch kann lenken“ nach dessen Uraufführung ab November 2009 im Kabarett „Charly M.“ in Berlin am Kabarett Kneifzange auf.
Von Januar 2011 (Folge 968) bis August 2019 (Folge 2958) war sie in der ARD-Telenovela Rote Rosen als Erika Rose zu sehen, wobei sie zu Beginn noch mit ihrem Sohn gemeinsam in der Serie gespielt hatte. Im Januar/Februar 2020 kehrte sie für einen Gastauftritt in die Serie zurück.

## Filmografie (Auswahl)
- 1966: Irrlicht und Feuer (TV-Zweiteiler)
- 1968: Heißer Sommer
- 1969: Der Staatsanwalt hat das Wort: Auf der Rennbahn (TV-Reihe)
- 1969: Kriminalfälle ohne Beispiel (Fernsehreihe, 1 Folge)
- 1970: Unterwegs zu Lenin
- 1970: Wir kaufen eine Feuerwehr
- 1971: Standesamt – Eintritt frei!
- 1972: Nicht schummeln, Liebling!
- 1972: Polizeiruf 110: Das Haus an der Bahn (TV-Reihe)
- 1974: Der erste Urlaubstag
- 1974: Das Wunschkind
- 1975: Der Staatsanwalt hat das Wort: Hilfe für Maik (TV-Reihe)
- 1975: Der Staatsanwalt hat das Wort: Erzwungene Liebe (TV-Reihe)
- 1975: Die Seefee
- 1976: Frau Jenny Treibel
- 1976: Alle meine Kinder
- 1976: Das Mädchen Krümel (Fernsehserie)
- 1977: Der Staatsanwalt hat das Wort: Fahrspuren
- 1978: Disko mit Einlage
- 1978: Das Raubtier
- 1978: Hilfe, ich bin ein Kind
- 1978: Hiev up
- 1979: Abschied vom Frieden (TV-Mehrteiler)
- 1979: Rentner haben niemals Zeit (Fernsehserie, 1 Folge)
- 1979: Einfach Blumen aufs Dach
- 1980: Alle meine Mädchen
- 1980: Susi oder Das verschenkte Girl
- 1980: Der Staatsanwalt hat das Wort: Nach der Scheidung
- 1981: Die Gäste der Mathilde Lautenschläger
- 1981: Ein Engel im Taxi
- 1981: Robinsons Hütte
- 1981: Märchenzirkus
- 1981: Trompeten-Anton
- 1981: Furcht und Elend des Dritten Reiches
- 1982: Spuk im Hochhaus (TV-Miniserie)
- 1982: Generalprobe
- 1983: Alleinstehend
- 1984: Bärchen sucht den Weihnachtsmann
- 1985: Bei Hausers zu Hause
- 1986: Rund um die Uhr (Fernsehserie, 1 Folge)
- 1986: Bärchens Weihnachtsüberraschung
- 1987: Meine Frau ist ein Star
- 1987: Spuk von draußen (TV-Miniserie)
- 1988: Schauspielereien (Fernsehserie, 1 Folge)
- 1989: Polizeiruf 110: Katharina
- 1989: Konstantin und Alexander
- 1990: Der Drache Daniel
- 1990: Flugstaffel Meinecke (TV-Serie)
- 1992: Karl May (TV-Miniserie)
- 1994: Geheim – oder was?! (Fernsehserie)
- 1994: Der Havelkaiser (Fernsehserie, 1 Folge)
- 1994: Das Versprechen
- 1994: Praxis Bülowbogen (Fernsehserie, 1 Folge)
- 1996: Polizeiruf 110: Der Pferdemörder
- 1996: Stubbe – Von Fall zu Fall (Fernsehserie, 1 Folge)
- 1997: Salto Kommunale (Fernsehserie, 2 Folgen)
- 1997: Freunde fürs Leben (Fernsehserie, 1 Folge)
- 1997: Für alle Fälle Stefanie (Fernsehserie, 1 Folge)
- 1999: Herzschlag – Das Ärzteteam Nord (Fernsehserie, 1 Folge)
- 1999: Zwei in einem Boot
- 1999: Das Schloss meines Vaters
- 2000: Die Schule am See (Fernsehserie, 1 Folge)
- 2002: Alphateam – Die Lebensretter im OP (Fernsehserie, 1 Folge)
- 2004: Küss mich, Kanzler
- 2007: Krimi.de (Fernsehserie, 1 Folge)
- 2007: Schloss Einstein (Fernsehserie, 6 Folgen)
- 2008: Wir sind das Volk – Liebe kennt keine Grenzen
- 2009: Die Liebe und Viktor
- 2010: In aller Freundschaft (Fernsehserie, 1 Folge)
- 2011–2019, 2020: Rote Rosen (Fernsehserie)

## Theater
- 1980: Autorenkollektiv: Komm mit mir aufs Kanapee – Regie: Matthias Meyer (Kabarett Obelisk Potsdam)
- 1981: Peter Ensikat/Wolfgang Schaller: Bürger schützt eure Anlagen – Regie: Siegfried Höchst (Kabarett Obelisk Potsdam)

## Hörspiele
- 1970: Samuil Aljoschin: Der Diplomat (Lalja) – Regie: Hannelore Solter (Hörspiel – Rundfunk der DDR)
- 1974: Hans-Jürgen Bloch: Nicht nur tausendjährige Eichen (Mädchen) – Regie: Joachim Staritz (Hörspiel – Rundfunk der DDR)
- 1976: Rudolf Braune: Das Mädchen an der Orga Privat (Eva) – Regie: Barbara Plensat (Rundfunk der DDR)
- 1976: Johann Nestroy: Der böse Geist Lumpacivagabundus oder Das liederliche Kleeblatt – Regie: Maritta Hübner (Hörspiel – Rundfunk der DDR)
- 1977: Carlos Coutinho: Die letzte Woche vor dem Fest (Nonne) – Regie: Helmut Hellstorff (Hörspiel – Rundfunk der DDR)
- 1978: Jacob Grimm/Wilhelm Grimm: Das Meerhäschen (Prinzessin) – Regie: Christa Kowalski (Kinderhörspiel/Kurzhörspiel – Rundfunk der DDR)
- 1978: Inge Ristock: Neue Aufregung um Jörg (Betty) – Regie: Inge Ristock (Hörspielreihe: Neumann, zweimal klingeln – Rundfunk der DDR)
- 1991: Alexander Wolkow: Der Zauberer der Smaragdenstadt (Ellis Mutter) – Regie: Dieter Scharfenberg (Hörspiel – LITERA junior)
- 1991: Alexander Wolkow: Urfin und seine Holzsoldaten (Ellis Mutter) – Regie: Dieter Scharfenberg (Hörspiel – LITERA junior)